# 赤い竪琴
『赤い竪琴』（あかいたてごと）は、津原泰水の小説。2003年より「小説すばる」において連載、加筆修正のうえ2005年に集英社より四六判単行本が刊行。東京創元社より2009年に文庫版、2019年に電子書籍版
が刊行された。
韓国においても翻訳版が刊行されている
。

## 概要
現代を舞台にした恋愛小説である。
女性の一人称で書かれ、折々に大正期の詩人による手記が挿入される構成。
単行本の装丁、装画は小林はる代。
文庫では著者自身が「アート・ディレクション」（監修）として名を連ねている。カバーイラストデザインは著者の弟であるイラストレーターの村田修による。

## あらすじ
主人公の女性は祖母の遺品から大正時代の詩人の手記を見つけ、遺族を探し当てて手渡す。
遺族の男性は楽器職人であり、手記の礼として、主人公に自作の赤い竪琴を贈る。

## 主な登場人物
入江暁子（いりえさとるこ）
主人公、語り手。35歳のグラフィックデザイナー。
寒川耿介（さむかわこうすけ）
楽器職人。32歳。大正期の詩人である寒川玄児の孫。
オクタヴ
〈ラ・オクタヴ〉店主。定期的に古楽器コンソートを催している。
美音子（みねこ）／チェレスタ
オクタヴの妻。美音子のブログにより主人公は詩人の遺族の居所を知る。
領家琢馬（りょうけたくま）／トーマ
学生、歌手。〈ラ・オクタヴ〉で歌っている。

## 書籍情報
- 『赤い竪琴』集英社／単行本／2005年
- 『赤い竪琴』東京創元社／文庫／2009年
- 『赤い竪琴』東京創元社／電子書籍／2019年